# Claude Swanson
Claude Augustus Swanson (ur. 31 marca 1862, zm. 7 lipca 1939) – prawnik amerykański, polityk demokratyczny ze stanu Wirginia. Przez siedem kadencji był członkiem Izby Reprezentantów (1893-1906). W latach 1906–1910 władał rodzinnym jako gubernator, po czym, w roku 1910 został senatorem.
Prezydent Franklin Delano Roosevelt mianował go w roku 1933 sekretarzem marynarki, co równało się wówczas pozycji członka gabinetu. Zajmował to stanowisko do śmierci w roku 1939.
Polski biograf prezydenta Roosevelta, Alfred Liebfeld pisze, że Swanson został mianowany sekretarzem, gdyż Roosevelt chciał osobiście kierować sprawami floty, a on nie lubił się przepracowywać.